# Batarà ala-rogenc
El batarà ala-rogenc (Thamnophilus torquatus) és una espècie d'ocell de la família dels tamnofílids (Thamnophilidae).

## Hàbitat i distribució
Habita garrigues i zones amb arbres menuts de les terres baixes de l'est de Bolívia i est i centre del Brasil.